# 伊凡·卡斯特拉尼
伊凡·卡斯特拉尼（1991年1月19日—）是一名阿根廷排球運動員，曾代表國家參加2012年倫敦奧運的男子排球比賽，並未獲得獎牌。他也參加了2011年泛美運動會。